# Великобийганська сільська рада
| Великобийганська сільська рада — колишній орган місцевого самоврядування у Берегівському районі Закарпатської області з адміністративним центром у с. Велика Бийгань. Сільській раді були підпорядковані населені пункти: - с. Велика Бийгань - с. Мала Бийгань |

## Склад ради
Рада складалася з 20 депутатів та голови.

## Керівний склад сільської ради
| ПІБ                         | Основні відомості                                            | Дата обрання | Дата звільнення |
| --------------------------- | ------------------------------------------------------------ | ------------ | --------------- |
| Ганко Дезидер Адальбертович | Сільський голова, 1959 року народження, освіта, безпартійний | 26.03.2006   | 31.10.2010      |
| Ганко Дезидер Адальбертович | Сільський голова, 1959 року народження, освіта вища          | 31.10.2010   |                 |

Примітка: таблиця складена за даними джерела